# Luděk Mikloško
Luděk Mikloško, né le 9 décembre 1961 à Prostějov (Tchécoslovaquie), est un footballeur tchèque, qui évoluait au poste de gardien de but à West Ham et en équipe de Tchécoslovaquie puis en équipe de République tchèque.
En 1980 et 1982, il termine meilleur gardien du Festival International Espoirs avec son pays. 
Mikloško compte quarante-deux sélections avec l'équipe de Tchécoslovaquie et l'équipe de République tchèque entre 1982 et 1997.
À la suite de blessures persistantes, il met un terme à sa carrière en 2001, à l'âge de 40 ans puis devient entraîneur des gardiens pour son club de cœur, West Ham United.

## Carrière de joueur
- 1980-1982 : RH Cheb
- 1982-1989 : FC Baník Ostrava
- 1990-1998 : West Ham
- 1998-2001 : Queens Park Rangers

## Carrière d'entraîneur de gardien
- 2001-2010 : West Ham United

## Palmarès

### En équipe nationale
- Meilleur gardien du Festival International Espoirs en 1980 et en 1982
- Finaliste du Festival International Espoirs en 1982
- 42 sélections et 0 but avec l'équipe de Tchécoslovaquie et l'équipe de République tchèque entre 1982 et 1997.
- Quart de finaliste à la coupe du monde 1990.

### Avec le Baník Ostrava
- Vainqueur de la Coupe Mitropa en 1989.